# Le Vintrou
Le Vintrou est une commune française située dans le sud-est du département du Tarn en région Occitanie. Sur le plan historique et culturel, la commune est dans la Montagne Noire, un massif montagneux constituant le rebord méridional du Massif central.
Exposée à un climat océanique altéré, elle est drainée par l'Arn, le ruisseau de Rieugrand, le ruisseau du Bouyssou et par divers autres petits cours d'eau. Incluse dans le parc naturel régional du Haut-Languedoc, la commune possède un patrimoine naturel remarquable composé de quatre zones naturelles d'intérêt écologique, faunistique et floristique.
Le Vintrou est une commune rurale qui compte 91 habitants en 2022, après avoir connu un pic de population de 695 habitants en 1931.  Elle fait partie de l'aire d'attraction de Castres. Ses habitants sont appelés les Vintrounais ou  Vintrounaises.

## Géographie

### Localisation
Commune située dans le parc naturel régional du Haut-Languedoc sur l'Arn et le lac des Saints-Peyres

### Communes limitrophes
Les communes limitrophes sont  Lasfaillades, Le Rialet, Pont-de-Larn et Saint-Amans-Valtoret.
|              | Le Rialet            | Lasfaillades                |
| Pont-de-Larn | du Vintrou           | Anglès (par un quadripoint) |
|              | Saint-Amans-Valtoret |                             |

Au sud-ouest, la commune de Bout-du-Pont-de-Larn n'est qu'à 150 mètres du territoire communal.

### Hydrographie
La commune est dans le bassin de la Garonne, au sein du bassin hydrographique Adour-Garonne. Elle est drainée par l'Arn, le ruisseau de Rieugrand, le ruisseau du Bouyssou, le ruisseau de Fonteminal, le ruisseau de la moulière et par divers petits cours d'eau, qui constituent un réseau hydrographique de 17 km de longueur totale,.
L'Arn, d'une longueur totale de 55,7 km, prend sa source dans la commune de Fraisse-sur-Agout et s'écoule d'est en ouest. Il traverse la commune et se jette dans le Thoré à Bout-du-Pont-de-Larn, après avoir traversé 9 communes.

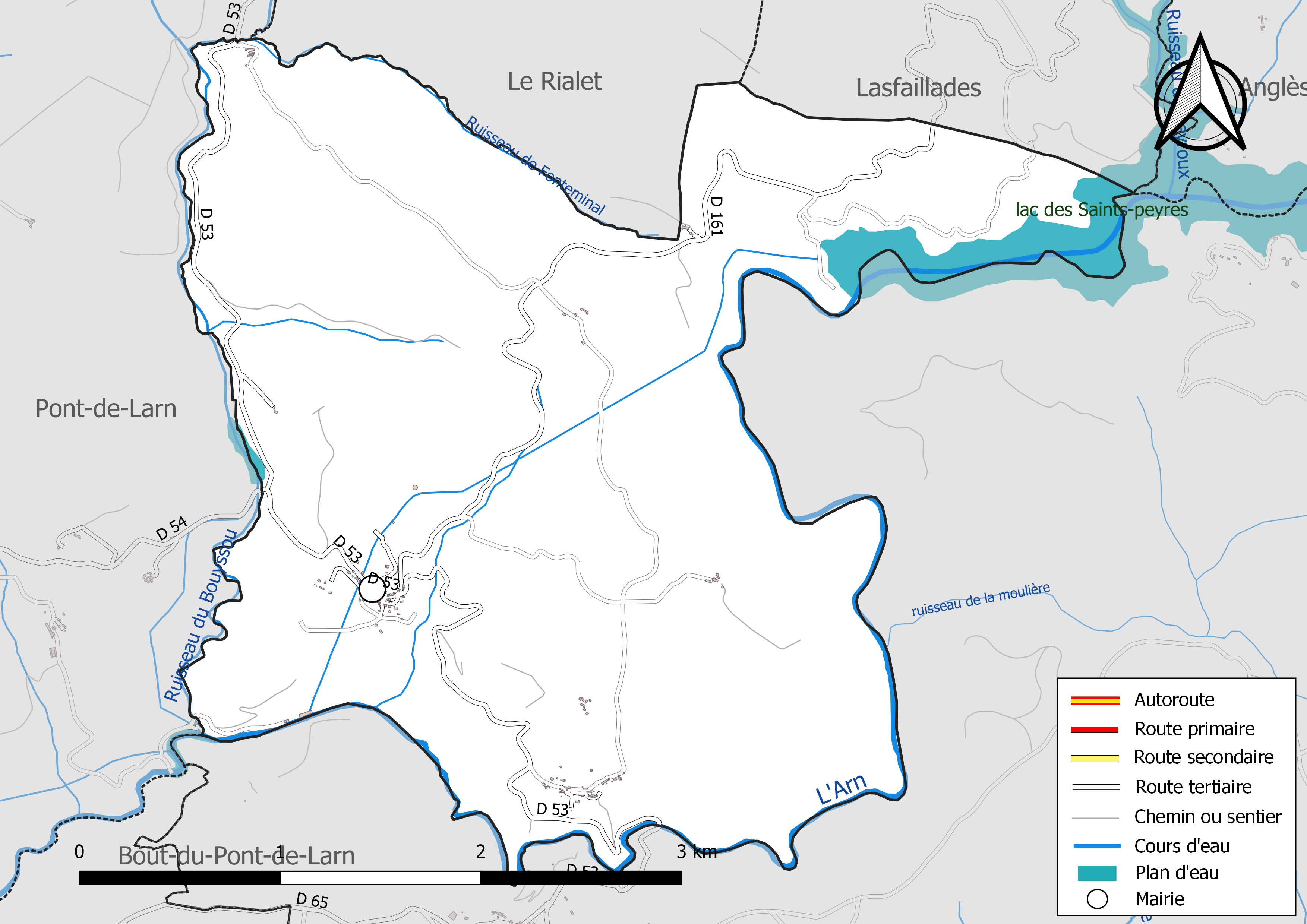
Réseaux hydrographique et routier duVintrou.

### Climat
Pour des articles plus généraux, voir Climat de l'Occitanie et Climat du Tarn.
En 2010, le climat de la commune est de type climat océanique altéré, selon une étude du Centre national de la recherche scientifique s'appuyant sur une série de données couvrant la période 1971-2000. En 2020, Météo-France publie une typologie des climats de la France métropolitaine dans laquelle la commune est toujours exposée à un climat océanique altéré et est dans une zone de transition entre les régions climatiques « Aquitaine, Gascogne » et « Provence, Languedoc-Roussillon ».
Pour la période 1971-2000, la température annuelle moyenne est de 11 °C, avec une amplitude thermique annuelle de 15,1 °C. Le cumul annuel moyen de précipitations est de 1 272 mm, avec 11,6 jours de précipitations en janvier et 6,3 jours en juillet. Pour la période 1991-2020, la température moyenne annuelle observée sur la station météorologique de Météo-France la plus proche, « Mazamet », sur la commune de Mazamet à 8 km à vol d'oiseau, est de 11,4 °C et le cumul annuel moyen de précipitations est de 1 179,1 mm. 
La température maximale relevée sur cette station est de 37,8 °C, atteinte le 26 août 2010 ; la température minimale est de −21,5 °C, atteinte le 16 janvier 1985,,.
Les paramètres climatiques de la commune ont été estimés pour le milieu du siècle (2041-2070) selon différents scénarios d'émission de gaz à effet de serre à partir des nouvelles projections climatiques de référence DRIAS-2020. Ils sont consultables sur un site dédié publié par Météo-France en novembre 2022.

### Milieux naturels et biodiversité

#### Espaces protégés
La protection réglementaire est le mode d’intervention le plus fort pour préserver des espaces naturels remarquables et leur biodiversité associée,.
La commune fait partie du parc naturel régional du Haut-Languedoc, créé en 1973 et d'une superficie de 307 184 ha, qui s'étend sur 118 communes et deux départements. Implanté de part et d’autre de la ligne de partage des eaux entre Océan Atlantique et mer Méditerranée, ce territoire est un véritable balcon dominant les plaines viticoles du Languedoc et les étendues céréalières du Lauragais,

#### Zones naturelles d'intérêt écologique, faunistique et floristique
L’inventaire des zones naturelles d'intérêt écologique, faunistique et floristique (ZNIEFF) a pour objectif de réaliser une couverture des zones les plus intéressantes sur le plan écologique, essentiellement dans la perspective d’améliorer la connaissance du patrimoine naturel national et de fournir aux différents décideurs un outil d’aide à la prise en compte de l’environnement dans l’aménagement du territoire.
Trois ZNIEFF de type 1 sont recensées sur la commune :
- les « gorges du Banquet » (396 ha), couvrant 4 communes du département[17] ;
- les « sagnes du Bouyssou et sagne Crozes » (30 ha), couvrant 2 communes du département[18] ;
- les « sagnes du Rieu Grand » (54 ha), couvrant 4 communes du département[19] ;

et une ZNIEFF de type 2, : 
les « sagnes du plateau d'Anglès et bassin versant de l'Arn » (9 725 ha), couvrant 10 communes dont deux dans l'Hérault et huit dans le Tarn.

Carte des ZNIEFF de type 1 et 2 au Vintrou.
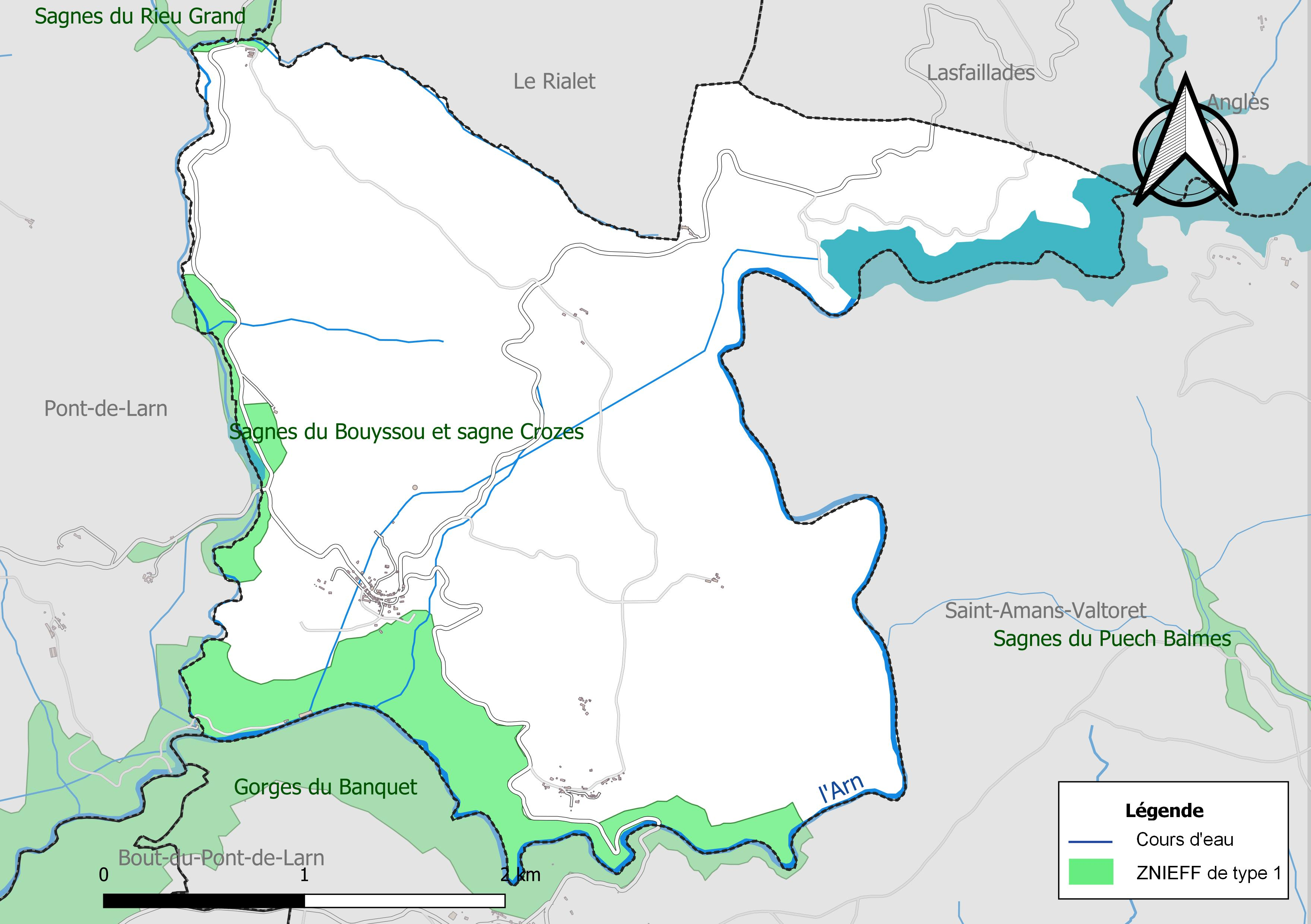
Carte des ZNIEFF de type 1 sur la commune.
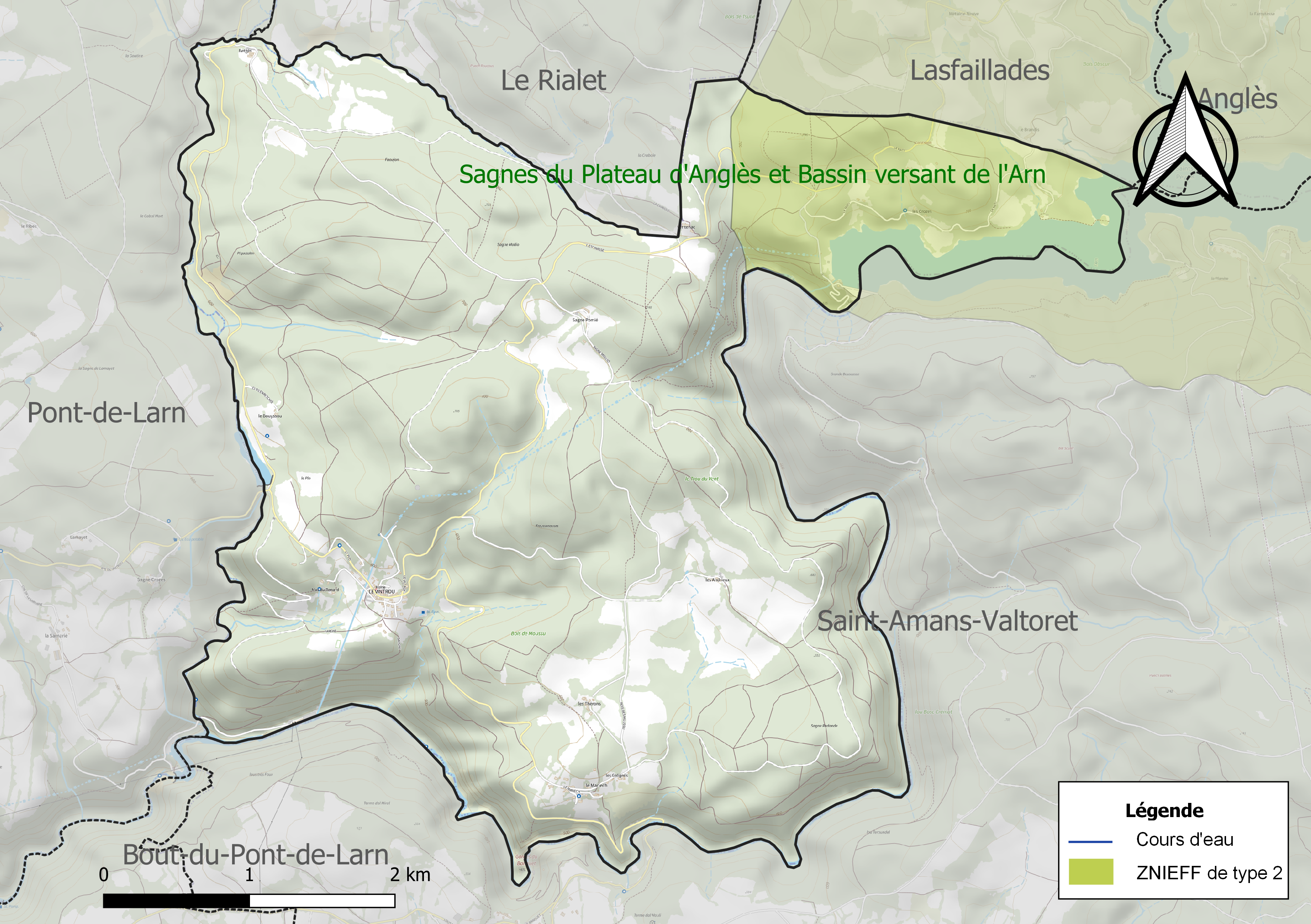
Carte de la ZNIEFF de type 2 sur la commune.

## Urbanisme

### Typologie
Au 1er janvier 2024, Le Vintrou est catégorisée commune rurale à habitat très dispersé, selon la nouvelle grille communale de densité à sept niveaux définie par l'Insee en 2022.
Elle est située hors unité urbaine. Par ailleurs la commune fait partie de l'aire d'attraction de Castres, dont elle est une commune de la couronne,. Cette aire, qui regroupe 55 communes, est catégorisée dans les aires de 50 000 à moins de 200 000 habitants,.

### Occupation des sols
L'occupation des sols de la commune, telle qu'elle ressort de la base de données européenne d’occupation biophysique des sols Corine Land Cover (CLC), est marquée par l'importance des forêts et milieux semi-naturels (83,7 % en 2018), en diminution par rapport à 1990 (88,1 %). La répartition détaillée en 2018 est la suivante : 
forêts (77,9 %), zones agricoles hétérogènes (9,5 %), milieux à végétation arbustive et/ou herbacée (5,8 %), prairies (3,5 %), eaux continentales (3,4 %). L'évolution de l’occupation des sols de la commune et de ses infrastructures peut être observée sur les différentes représentations cartographiques du territoire : la carte de Cassini (XVIIIe siècle), la carte d'état-major (1820-1866) et les cartes ou photos aériennes de l'IGN pour la période actuelle (1950 à aujourd'hui).

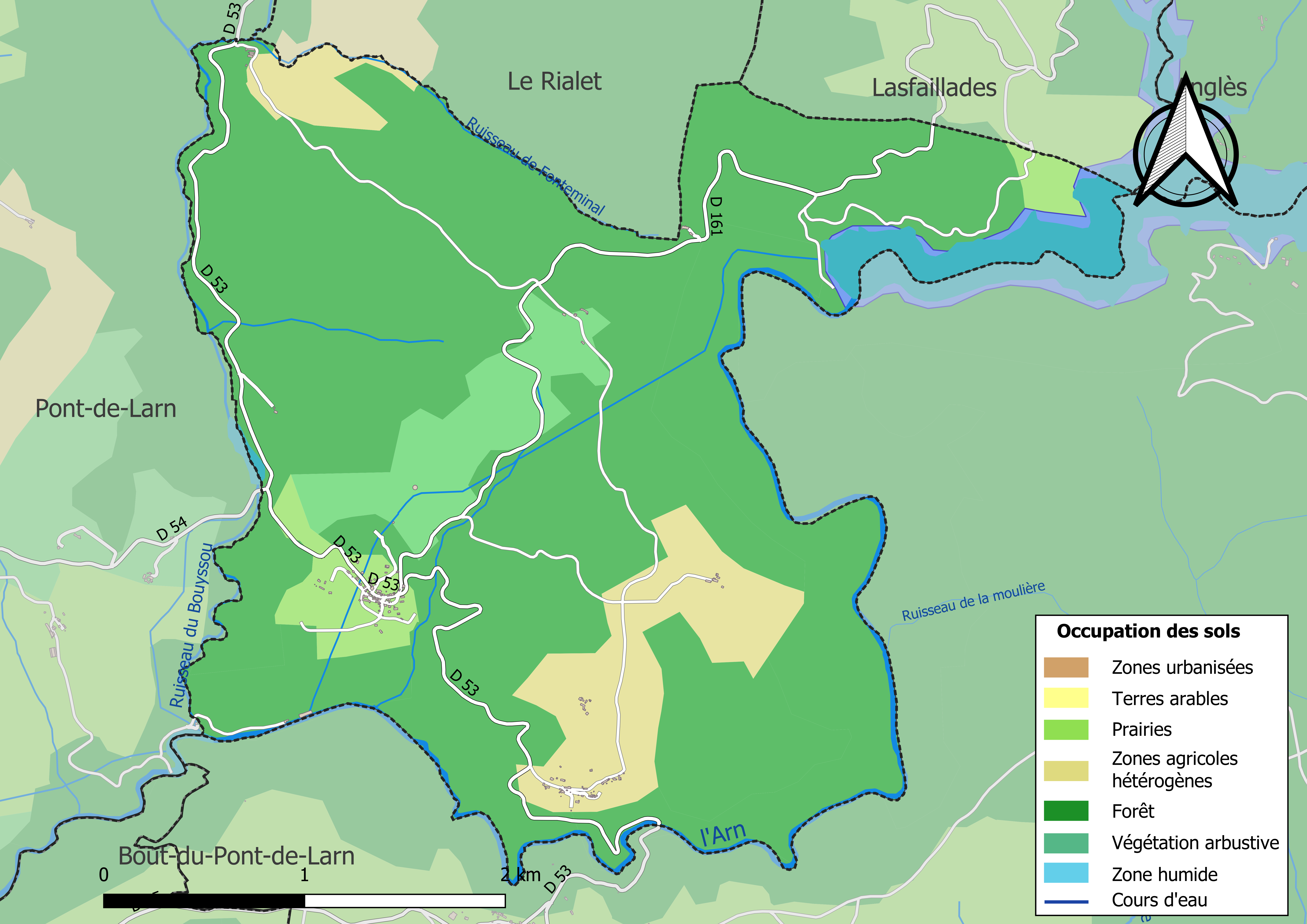
Carte des infrastructures et de l'occupation des sols de la commune en 2018 (CLC).

### Risques majeurs
Le territoire de la commune du Vintrou est vulnérable à différents aléas naturels : météorologiques (tempête, orage, neige, grand froid, canicule ou sécheresse), inondations, feux de forêts, mouvements de terrains et séisme (sismicité très faible). Il est également exposé à deux risques technologiques,  le transport de matières dangereuses et la rupture d'un barrage, et à un risque particulier : le risque de radon. Un site publié par le BRGM permet d'évaluer simplement et rapidement les risques d'un bien localisé soit par son adresse soit par le numéro de sa parcelle.

#### Risques naturels
Certaines parties du territoire communal sont susceptibles d’être affectées par le risque d’inondation par débordement de cours d'eau, notamment l'Arn. La cartographie des zones inondables en ex-Midi-Pyrénées réalisée dans le cadre du XIe Contrat de plan État-région, visant à informer les citoyens et les décideurs sur le risque d’inondation, est accessible sur le site de la DREAL Occitanie. La commune a été reconnue en état de catastrophe naturelle au titre des dommages causés par les inondations et coulées de boue survenues en 1982 et 1999,.
Le Vintrou est exposée au risque de feu de forêt du fait de la présence sur son territoire . En 2022, il n'existe pas de Plan de Prévention des Risques incendie de forêt (PPRif). Le débroussaillement aux abords des maisons constitue l’une des meilleures protections pour les particuliers contre le feu,.
La commune est vulnérable au risque de mouvements de terrains. Par ailleurs, afin de mieux appréhender le risque d’affaissement de terrain, l'inventaire national des cavités souterraines permet de localiser celles situées sur la commune.

#### Risques technologiques
Le risque de transport de matières dangereuses sur la commune est lié à sa traversée par des infrastructures routières ou ferroviaires importantes ou la présence d'une canalisation de transport d'hydrocarbures. Un accident se produisant sur de telles infrastructures est susceptible d’avoir des effets graves sur les biens, les personnes ou l'environnement, selon la nature du matériau transporté. Des dispositions d’urbanisme peuvent être préconisées en conséquence.
La commune est en outre située en aval d'un barrage de classe A. À ce titre elle est susceptible d’être touchée par l’onde de submersion consécutive à la rupture de cet ouvrage.

#### Risque particulier
Dans plusieurs parties du territoire national, le radon, accumulé dans certains logements ou autres locaux, peut constituer une source significative d’exposition de la population aux rayonnements ionisants. Certaines communes du département sont concernées par le risque radon à un niveau plus ou moins élevé. Selon la classification de 2018, la commune du Vintrou est classée en zone 3, à savoir zone à potentiel radon significatif.

## Histoire
La commune du Vintrou, située dans le Parc naturel régional du Haut-Languedoc a une superficie de 1 138 hectares et une population de 85 habitants au dernier recensement. L'altitude moyenne est de 575 mètres.
La rivière l'Arn a permis la construction du barrage des Saints-Peyres en 1930 en vue de la production d'électricité.
Actuellement, cette retenue représente à la fois un potentiel d'énergie important et un lieu de villégiature  (tourisme, pêche, promenade).
Il y a soixante-dix ans, il n'y avait en Montagne Noire que deux lacs historiques (barrage des Cammazes et Saint-Ferréol, alimentés par le Sor et le Lampy) pour l'alimentation du canal du Midi. En 1930, l'oubli de la nature était réparé aux environs immédiats de Mazamet avec le lac des Montagnès, encadré du pic de Montaud et la chaîne de Nore. C'est à 15 kilomètres que le lac des Saints-Peyres s'étend sur plus de 200 hectares.
Cette bourgade a abrité deux cents personnes depuis ses origines qui remontent, peu avant l'an mille, jusqu'au milieu du XXe siècle. Une explosion démographique cependant, qui a fait doubler le nombre des habitants entre 1930 et 1935 : c'était lors de l'épopée de la construction du barrage des Saints-Peyres.
Longtemps, la commune a été située dans l'évêché de Castres à la limite avec celui de Saint-Pons. En effet, une voie antique traversait l'Arn à la limite ouest et elle permettait aux gens du Sud Aveyron de se rendre dans le pays bas audois pour y faire des affaires.
Cet axe rejoignait la via Domitia. Une situation géographique qui a favorisé l'installation d'un seigneur : « Il avait implanté un pont fortifié pour prélever de l'argent aux voyageurs. Jusqu'en 1800, on se rendait à dos de mulet au Vintrou!» raconte Jean Benoit, le responsable du centre de recherche sur le patrimoine et la mémoire.

### Un diacre cathare en 1300
Comme toute la région, l'endroit a été marqué par les luttes religieuses. En 1300, on y recense un diacre cathare, Arnaud Bosc. Vers 1740, il y a eu des réunions du désert, en particulier au « Trou du Grand » et pendant la Réforme. Autour de 1790, des prêtres réfractaires y ont trouvé refuge.
Pendant longtemps, les paysans ont cultivé les terres du Vintrou faisant usage de vieux outils et l'élevage dominait. De 1850 à 1950, les industriels mazamétains s'intéressent au territoire communal. Ces lainiers, comme Gaston Cormouls Houles, passionné d'agriculture, achètent des domaines fermiers qu'ils développent dans les parties les plus accessibles. Bientôt, ils investissent dans les plantations. C'est une évolution générale qui transforme le paysage en zone boisée.
Le barrage construit, la centrale hydroélectrique est mise en service. Douze familles compléteront ainsi la population. Des agents de l'EDF qui resteront le plus longtemps possible et qui alimenteront en effectif l'école communale. Ses portes sont désormais fermées ! L'association des Amis du Vintrou y abrite une exposition « Outils et savoir-faire de nos anciens ».
De nos jours l'ancien presbytère de l'église a été rénové en gîte communal, classé gîte de France.

## Politique et administration
| Période                                  | Période   | Identité       | Étiquette | Qualité |
| ---------------------------------------- | --------- | -------------- | --------- | ------- |
| avant 1981                               | ?         | Jean Benoit    | DVG       |         |
| mars 2001                                | mars 2014 | Rémy Fortanier |           |         |
| mars 2014                                | En cours  | Gérard Cauquil |           |         |
| Les données manquantes sont à compléter. |           |                |           |         |

## Démographie
| 1793 | 1800 | 1806 | 1821 | 1831 | 1836 | 1841 | 1846 | 1851 |
| ---- | ---- | ---- | ---- | ---- | ---- | ---- | ---- | ---- |
| 406  | 312  | 363  | 403  | 417  | 444  | 456  | 463  | 461  |

| 1856 | 1861 | 1866 | 1872 | 1876 | 1881 | 1886 | 1891 | 1896 |
| ---- | ---- | ---- | ---- | ---- | ---- | ---- | ---- | ---- |
| 382  | 399  | 381  | 380  | 339  | 334  | 295  | 291  | 267  |

| 1901 | 1906 | 1911 | 1921 | 1926 | 1931 | 1936 | 1946 | 1954 |
| ---- | ---- | ---- | ---- | ---- | ---- | ---- | ---- | ---- |
| 241  | 237  | 222  | 139  | 116  | 695  | 144  | 124  | 113  |

| 1962 | 1968 | 1975 | 1982 | 1990 | 1999 | 2006 | 2007 | 2012 |
| ---- | ---- | ---- | ---- | ---- | ---- | ---- | ---- | ---- |
| 134  | 106  | 62   | 85   | 85   | 70   | 81   | 83   | 80   |

| 2017 | 2022 | - | - | - | - | - | - | - |
| ---- | ---- | - | - | - | - | - | - | - |
| 85   | 91   | - | - | - | - | - | - | - |

## Économie

### Emploi
|                | 2008  | 2013  | 2018  |
| -------------- | ----- | ----- | ----- |
| Commune        | 9,3 % | 5,6 % | 5,5 % |
| Département    | 8,2 % | 9,9 % | 10 %  |
| France entière | 8,3 % | 10 %  | 10 %  |

En 2018, la population âgée de 15 à 64 ans s'élève à 57 personnes, parmi lesquelles on compte 70,9 % d'actifs (65,5 % ayant un emploi et 5,5 % de chômeurs) et 29,1 % d'inactifs,. En  2018, le taux de chômage communal (au sens du recensement) des 15-64 ans est inférieur à celui de la France et du département, alors qu'en 2008 la situation était inverse.
La commune fait partie de la couronne de l'aire d'attraction de Castres, du fait qu'au moins 15 % des actifs travaillent dans le pôle,. Elle compte 6 emplois en 2018, contre 6 en 2013 et 4 en 2008. Le nombre d'actifs ayant un emploi résidant dans la commune est de 38, soit un indicateur de concentration d'emploi de 16,2 % et un taux d'activité parmi les 15 ans ou plus de 58 %.
Sur ces 38 actifs de 15 ans ou plus ayant un emploi, 6 travaillent dans la commune, soit 16 % des habitants. Pour se rendre au travail, 97,3 % des habitants utilisent un véhicule personnel ou de fonction à quatre roues et 2,7 % s'y rendent en deux-roues, à vélo ou à pied.

### Activités
Un seul établissement relevant d’une activité hors champ de l’agriculture est implanté  au Le Vintrou au 31 décembre 2019.
Aucune exploitation agricole ayant son siège dans la commune n'est recensée lors du recensement agricole de 2020 (neuf en 1988),.

## Culture locale et patrimoine

### Lieux et monuments
- Lac des Saints-Peyres.
- Église Saint-Mathieu du Vintrou.

### Héraldique
| Le Vintrou | Son blasonnement est : De gueules à la bordure d'argent. |